# 2月30日

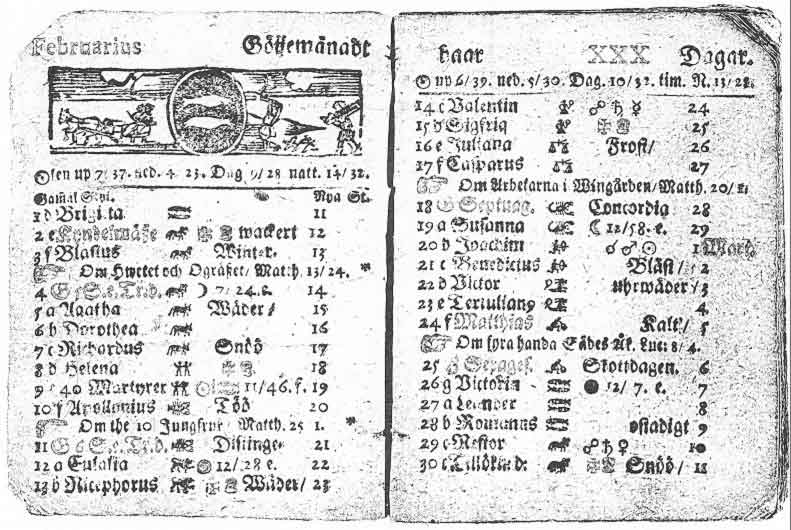
スウェーデン暦1712年2月30日（右ページ左下）

2月30日（にがつさんじゅうにち）は、ユリウス暦およびその流れを汲むグレゴリオ暦、修正ユリウス暦などには現れない日付である。
しかし、それ以外の暦に視野を広げると、2月30日は決して珍しい日付ではない。ただし、他の暦の多くでは月の名が異なるため、それらは月を名前で呼ぶ西洋の文献では「フェブラリー30日」とは扱われない。なおここでは便宜上、february と同語源の各国語を「フェブラリー」と記する。

## フェブラリー30日
「フェブラリー30日」は、記録の乏しい古代は別にして、近代に3回だけ現れた。たとえば、スウェーデン独自暦では年始から61日目にあたり、年末まであと306日あった。

### 初期ユリウス暦
これについては真偽は定かではなく、13世紀の天文・暦学者ヨハネス・ド・サクロボスコは、古代ローマの紀元前44年から紀元前8年までには、普通に2月30日が存在したと主張した。しかしこれを裏付ける紀元前1世紀当時の記述はない。

### スウェーデン暦
グレゴリオ暦の交付後、「2月30日」が最初に現れたのはスウェーデン（当時スウェーデン領だったフィンランドの一部も含む）の暦上であった。17世紀、ユリウス暦を使用していたスウェーデンは、グレゴリオ暦への改暦を計画した。当時、グレゴリオ暦の日付は、ユリウス暦よりも約11日進んでいた。これを解消するには、たとえば1月1日の翌日を1月13日にするなどの大きな改変が必要になる。しかしスウェーデンは、閏年を間引いて少しずつグレゴリオ暦と同じ日付に近づけようと計画した。
具体的には、ユリウス暦では閏年だった1700年を平年にし、次の1704年、1708年と、1740年まで40年間に渡ってすべての閏年を平年にして、ちょうどグレゴリオ暦と同じ日付にする。こうしてまず1700年は平年とされたが、1704年、1708年は計画に反して閏年となってしまった。この結果、スウェーデンは、ユリウス暦ともグレゴリオ暦とも違う日付を刻む国になってしまった。
世界中どこの国とも日付がかみ合わず、大変に不便であったので、1712年にとりあえず日付をユリウス暦と同じに戻すため、2月に2日の閏日が挿入された。このためこの年の2月末日は2月30日となった。このスウェーデン独自暦1712年2月30日（同暦の最終日）は、ユリウス暦では2月29日、グレゴリオ暦では3月11日に当たる。そして翌日は、ユリウス暦と共にスウェーデン国内も3月1日の日付を無事刻むことができ、スウェーデン独自暦はそのまま廃止された。スウェーデンのグレゴリオ暦への改暦は結局、それから40年以上が経過した1753年に行われている。

### ソビエト連邦暦
ソビエト連邦では1918年にグレゴリオ暦が導入された後、1929年に改暦が行われ、週5日制のソビエト連邦暦が採用された。これはフランス革命暦（後述）に倣った「月30日制導入」の意図があるとも見られ、実際に1930年には、全部の月の日数を30日とし、あまった5日（閏年は6日）はどの月にも属さない日として計上する「ソビエト革命暦」の導入をソ連政府の委員会が諮問した。これが採用されれば「2月30日」が登場することになったが、政府は「グレゴリオ暦のままである他のヨーロッパ諸国と暦がかけ離れてしまう」ことを理由にこれを退けた。結局、ソビエト連邦暦は1933年の週6日制化を経て1940年に廃止された。

### 世界暦
太陽暦の一種である世界暦やハンキ＝ヘンリー・パーマネント・カレンダーなどにも、毎年2月30日が存在する。ただし、これらの暦は公式に施行されたことはない。

## フェブラリー以外の2月30日

### 太陽暦
1年365日の1/12は30.4日で、30日を超える。そのため、30日未満の月はなくてもよく、2月がそうなる必然性はさらに低い。ユリウス暦の影響を受けずに成立した太陽暦では2月30日が存在することが多い。
イラン暦では、年の前半に31日の月をまとめており、2月（オルディーベヘシュト）は31日まである。
コプト暦の月は全て30日であり、2月（パオペ）も30日まである。
ただし全ての月が30日以上でも、フランス革命暦は月を番号で呼ばないため、そもそも2月がない（2番目の月ブリュメールを2月と呼んでもよさそうだが、実際にはそう呼ぶことはない）。

### 太陰暦・太陰太陽暦
太陰暦や太陰太陽暦では、月の日数は29日または30日であり、2月30日が現れうる。
中国暦や和暦（旧暦）では、月名と日数は無関係である。そのため、2月30日は毎年あるわけではないが他の月の30日と同程度には現れる（厳密には、地球公転軌道の離心率のせいで月により平均日数に少し差がある）。
ただし太陰暦でも、ヒジュラ暦やジャワ暦では奇数月は30日・偶数月は29日と決まっており、2月（サファル）は29日までしかない。1年の長さが1日増える閏年はあるが、ヒジュラ暦では閏年に1日増えるのは12月であり、2月は常に29日である。